# Jules van Haute

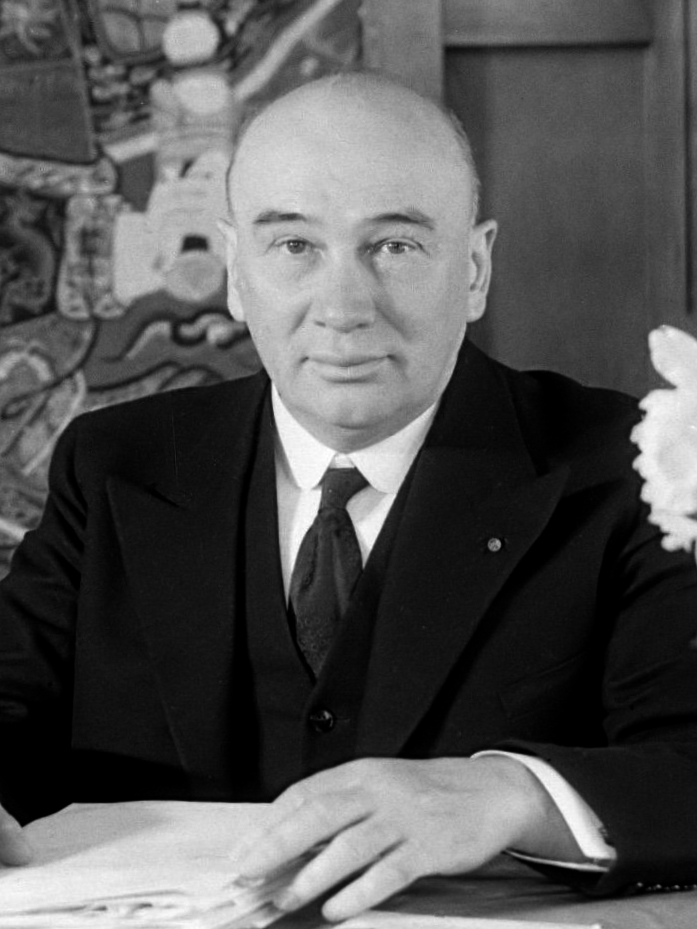
Jules van Haute (1934)

Jules van Haute (Kortemark, 10 november 1880 - Brussel, 26 juli 1953) was een Belgisch diplomaat.
Van Haute studeerde te Antwerpen en eindigde zijn studies met een licentiaat in handel en consulaat in de hoogste graad.

## Diplomatieke carrière
Hij was viceconsul voor België in
- 1902 te Buenos Aires in Argentinië
- 1906 te Bangkok
- 1908 te Manilla op de Filipijnen
- 1909 te Mexico

In 1911 vertegenwoordigde hij België te Hankow in China
Hij werd consul-generaal in
- 1912 te Batavia (Nederlands-Indië)
- 1921 te Shanghai in China
- 1933 te Amsterdam
- 1940 te Londen

## Personalia
Jules van Haute overleed op 72-jarige leeftijd en werd bijgezet in het familiegraf te Kortemark.
Naast de vele internationale eretekens die hem werden verleend, was hij Groot-Officier in de Leopoldsorde en de Orde van de Kroon.
Zijn zoon Pierre van Haute en dezes zoon Patrick van Haute waren eveneens diplomaten.